# خانه بال سوخته۱
خانه بال سوخته۱ مربوط به سده‌های متاخر دوران‌های تاریخی پس از اسلام است و در شهرستان کهگیلویه، بخش لنده، دهستان عالی طیب، ۲ کیلومتری روستای قیام واقع شده و این اثر در تاریخ ۱۶ دی ۱۳۸۷ با شمارهٔ ثبت ۲۴۴۸۹ به‌عنوان یکی از آثار ملی ایران به ثبت رسیده است.